# ぶらぴ
『ぶらぴ』とは2006年4月19日から2008年3月19日まで放送されていた、中国放送テレビのバラエティ番組である。

## 概要
- 広島市内に事務所を置いている架空の出版社の編集長（石田靖）と秘書（RCCアナウンサー）、編集部員（ゲスト）が広島県内各所（稀に県外の時もある）を巡り、面白いものなどを紹介する番組である。秘書のアナウンサーは週によって代わり、ゲストは原則として吉本興業所属のタレントである。

## 放送時間
（いずれもJST）
- 本放送：毎週水曜日23:55～0:55
- 再放送：毎週土曜日12:00～13:00

※再放送は2007年11月から今までの金曜日深夜から土曜日12:00～13:00に移動。

## 出演者

### 編集長役
- 石田靖

### 秘書役
その中の一人が番組に参加する
- 伊藤文アナウンサー※当初からの参加ではなく、2006年6月28日放送分から追加
- 桜井弘規アナウンサー
- 藤村伊勢アナウンサー
- 吉田幸アナウンサー
- 田口麻衣アナウンサー※2008年2月14日放送分のみ（臨時秘書）

### 袋とじ
- 初代　 ビッキーズ※初回～2007年9月13日放送分（ビッキース2007年10月1日解散）
- 2代目　ロザン※2007年10月17日放送分～

### ぶらぴ100TV
- ボールボーイ

## 出演した秘書及びゲスト
吉本興業所属のタレントではない出演者も含む（例：山口あゆみ、川村ゆきえ、ルー大柴、御秒奈々、佐藤和沙、玲奈、安藤成子）
| 回 | 放送日         | 秘書                            | ゲスト                                                                             |
| -- | -------------- | ------------------------------- | ---------------------------------------------------------------------------------- |
| 1  | 2006年4月19日  | 藤村伊勢                        | ロバート                                                                           |
| 2  | 2006年4月26日  | 藤村伊勢                        | ロバート                                                                           |
| 3  | 2006年5月3日   | 藤村伊勢                        | 間寛平                                                                             |
| 4  | 2006年5月10日  | 藤村伊勢                        | 間寛平                                                                             |
| 5  | 2006年5月17日  | 藤村伊勢                        | トータルテンボス                                                                   |
| 6  | 2006年5月24日  | 藤村伊勢                        | トータルテンボス                                                                   |
| 7  | 2006年5月31日  | 桜井弘規                        | 島田珠代 山口あゆみ                                                                |
| 8  | 2006年6月7日   | 桜井弘規                        | 島田珠代 山口あゆみ                                                                |
| 9  | 2006年6月14日  | 吉田幸                          | 笑い飯                                                                             |
| 10 | 2006年6月21日  | 吉田幸                          | 天津                                                                               |
| 11 | 2006年6月28日  | 伊藤文                          | ハリガネロック                                                                     |
| 12 | 2006年7月5日   | 伊藤文                          | ハリガネロック                                                                     |
| 13 | 2006年7月12日  | 吉田幸                          | 池乃めだか 山里亮太（南海キャンディーズ）                                          |
| 14 | 2006年7月26日  | 吉田幸                          | 池乃めだか 山里亮太（南海キャンディーズ）                                          |
| 15 | 2006年8月2日   | 伊藤文                          | $10                                                                                |
| 16 | 2006年8月9日   | 伊藤文                          | $10                                                                                |
| 17 | 2006年8月16日  | 桜井弘規                        | なかやまきんに君 川村ゆきえ                                                        |
| 18 | 2006年8月23日  | 桜井弘規                        | なかやまきんに君 川村ゆきえ                                                        |
| 19 | 2006年8月30日  | 伊藤文                          | 桂小枝                                                                             |
| 20 | 2006年9月6日   | 伊藤文                          | 桂小枝                                                                             |
| 21 | 2006年9月13日  | 伊藤文                          | 井上マー、小泉エリ（美少女マジシャン）                                             |
| 22 | 2006年9月20日  | 伊藤文                          | カラテカ                                                                           |
| 23 | 2006年10月11日 | 桜井弘規                        | 坂田利夫                                                                           |
| 24 | 2006年10月18日 | 桜井弘規                        | 大木こだま・ひびき                                                                 |
| 25 | 2006年10月25日 | 藤村伊勢                        | レギュラー                                                                         |
| 26 | 2006年11月1日  | 藤村伊勢                        | しましまんず                                                                       |
| 27 | 2006年11月8日  | 伊藤文                          | 中田はじめ たいぞう                                                                |
| 28 | 2006年11月15日 | 伊藤文                          | 中田はじめ たいぞう                                                                |
| 29 | 2006年11月22日 | 吉田幸                          | ブラックマヨネーズ                                                                 |
| 30 | 2006年11月29日 | 吉田幸                          | ブラックマヨネーズ                                                                 |
| 31 | 2006年12月13日 | 伊藤文                          | ルー大柴 御秒奈々                                                                  |
| 32 | 2006年12月20日 | 伊藤文                          | ルー大柴 御秒奈々                                                                  |
| 33 | 2007年1月17日  | 伊藤文                          | 大木こだま・ひびき                                                                 |
| 34 | 2007年1月24日  | 伊藤文                          | ビッキーズ（須知）、あかぼし☆こぼし、フリータイム、ランス39号、やまか              |
| 35 | 2007年1月31日  | 桜井弘規                        | 水玉れっぷう隊 くまだまさし                                                        |
| 36 | 2007年2月7日   | 藤村伊勢                        | 水玉れっぷう隊 くまだまさし                                                        |
| 37 | 2007年2月14日  | 伊藤文                          | 内場勝則、吉田ヒロ 佐藤和沙                                                        |
| 38 | 2007年2月21日  | 伊藤文                          | 内場勝則、吉田ヒロ 佐藤和沙                                                        |
| 39 | 2007年2月28日  | 伊藤文                          | 長原成樹、ネゴシックス                                                             |
| 40 | 2007年3月7日   | 伊藤文                          | 長原成樹、千鳥                                                                     |
| 41 | 2007年3月14日  | 藤村伊勢 桜井弘規 吉田幸 伊藤文 | ビッキーズ、ボールボーイ (レギュラー陣)                                            |
| 42 | 2007年4月11日  | 桜井弘規                        | とろサーモン                                                                       |
| 43 | 2007年4月18日  | 吉田幸                          | インパルス                                                                         |
| 44 | 2007年4月25日  | 桜井弘規                        | たむらけんじ                                                                       |
| 45 | 2007年5月2日   | 吉田幸                          | 山田花子 宇都宮まき                                                                |
| 46 | 2007年5月9日   | 吉田幸                          | 山田花子 宇都宮まき                                                                |
| 47 | 2007年5月16日  | 桜井弘規                        | 桂小枝                                                                             |
| 48 | 2007年5月23日  | 桜井弘規                        | 玲奈、桂小枝                                                                       |
| 49 | 2007年5月30日  | 伊藤文                          | バッファロー吾郎                                                                   |
| 50 | 2007年6月6日   | 伊藤文                          | バッファロー吾郎                                                                   |
| 51 | 2007年6月13日  | 伊藤文                          | ロザン                                                                             |
| 52 | 2007年6月20日  | 伊藤文                          | ロザン                                                                             |
| 53 | 2007年6月27日  | 吉田幸                          | 2丁拳銃                                                                            |
| 54 | 2007年7月4日   | 吉田幸                          | 2丁拳銃                                                                            |
| 55 | 2007年7月11日  | 吉田幸                          | 三瓶 ですよ。                                                                      |
| 56 | 2007年7月18日  | 吉田幸                          | 三瓶 ですよ。                                                                      |
| 57 | 2007年7月25日  | 伊藤文                          | 吉田ヒロ ぢゃいこ                                                                  |
| 58 | 2007年8月1日   | 伊藤文                          | 吉田ヒロ ぢゃいこ                                                                  |
| 59 | 2007年8月8日   | 伊藤文                          | レイザーラモン 飛行機が広島空港に着陸できず福岡空港に着陸したため8日の放送は遅刻。 |
| 60 | 2007年8月15日  | 伊藤文                          | レイザーラモン 飛行機が広島空港に着陸できず福岡空港に着陸したため8日の放送は遅刻。 |
| 61 | 2007年9月5日   | 伊藤文                          | 南海キャンディーズ                                                                 |
| 62 | 2007年9月12日  | 伊藤文                          | 南海キャンディーズ                                                                 |
| 63 | 2007年9月19日  | 藤村伊勢                        | 藤崎マーケット                                                                     |
| 64 | 2007年10月17日 | 藤村伊勢                        | 若井おさむ、ネゴシックス                                                           |
| 65 | 2007年10月24日 | 桜井弘規                        | トミーズ健 安藤成子                                                                |
| 66 | 2007年10月31日 | 桜井弘規                        | トミーズ健 安藤成子                                                                |
| 67 | 2007年11月7日  | 藤村伊勢                        | ハイキングウォーキング                                                             |
| 68 | 2007年11月14日 | 藤村伊勢                        | 笑い飯                                                                             |
| 69 | 2007年11月21日 | 伊藤文                          | スマイル                                                                           |
| 70 | 2007年11月28日 | 伊藤文                          | 内場勝則、未知やすえ                                                               |
| 71 | 2007年12月4日  | 桜井弘規                        | 勝山梶                                                                             |
| 72 | 2007年12月11日 | 桜井弘規                        | 勝山梶                                                                             |
| 73 | 2007年12月19日 | 伊藤文                          | ダイノジ                                                                           |
| 74 | 2008年1月16日  | 伊藤文                          | ダイノジ                                                                           |
| 75 | 2008年1月23日  | 藤村伊勢                        | 大西ライオン、くまだまさし                                                         |
| 76 | 2008年1月30日  | 藤村伊勢                        | 大西ライオン、くまだまさし                                                         |
| 77 | 2008年2月6日   | 伊藤文                          | バッドボーイズ                                                                     |
| 78 | 2008年2月13日  | 田口麻衣（臨時秘書）            | バッドボーイズ、ルート33、小泉エリ                                                 |
| 79 | 2008年2月20日  | 藤村伊勢                        | 宇都宮まき、島木譲二                                                               |
| 80 | 2008年2月27日  | 藤村伊勢                        | 宇都宮まき、島木譲二                                                               |
| 81 | 2008年3月5日   | 伊藤文                          | COWCOW                                                                             |
| 82 | 2008年3月12日  | 伊藤文                          | レギュラー                                                                         |
| 83 | 2008年3月19日  | 藤村伊勢 桜井弘規 吉田幸 伊藤文 | ロザン、すっちー、ボールボーイ （RCCのスタジオにて最終回生放送）                   |

## 備考
- 本番組は石田靖が司会であること、吉本興業所属のタレントが出演していること、放送日時が同じであることなどからして低視聴率などによりわずか8ヶ月で打ち切られた「コンプレX」（2005年4月20日～2005年12月21日放送）の後継番組として位置付けられていると言える（しかも番組中断期間にはMBSテレビ制作の吉本興業関係の番組（「新喜劇フー!!」他）がフィラーとして放送されていた）。